# 김철수 (1893년)
김철수(金綴洙, 1893년 5월 25일 ~ 1986년 3월 16일)는 일제강점기, 대한민국의 사회주의계열 독립운동가이다. 조선공산당 3차 집행부 책임비서로 활동했으며, 줄곧 반(反)박헌영 계열에서 활동했었다. 호는 지운(芝雲 혹은 遲耘)이다.
지운 김철수는 전북 부안 백산에서 태어난 뒤 1912년 젊은이들의 유학을 독려하는 독립지사 성우 이명직 선생이 돌린 사발통문을 보고 감화되어 일본 와세다대학 정치학과에 유학하였고 1915년 9월 7일 이명직 선생이 일제에 독살 당한 소식을 듣고 독립운동에 투신 1915년 '열지동맹(裂指同盟)' 1916년 '곡귀단(哭鬼團)'과 '신아동맹단(新亞同盟團)'을 조직하였다. 우범선의 아들 우장춘에게 한국을 선택하도록 민족의식을 고취시키고 의식화 시킨 장본인 이다. 일본과 러시아 중국을 오가며 독립운동과 코민테른 등 사회주의활동을 벌였다.
그는 한국 초창기 사회주의 운동을 이끌었고 해방공간에서 좌익과 우익의 가교역할을 자임했고 이승만-박헌영 회담을 추진하는 등 사회주의 통일 정부 수립을 추진한 사회주의계열 원로였다.
1947년에는 극심한 좌우익 세력다툼에 환멸을 느끼고 부안 백산으로 낙향하여 움막을 짖고 칩거하다 생을 마쳤다.

## 사후
2005년 건국훈장 독립장을 추서하였다.

## 같이 보기
- 한인사회당
- 고려공산당
- 조선공산당
- 이명직
- 우장춘